# Mandarine Napoléon
La Mandarine Napoléon est une marque belge de liqueur de fruit à 38° à base de mandarines d'Andalousie et d'eau-de-vie issue d'une recette datant du XIXe siècle. Elle est utilisée en cocktail mais aussi en tant qu'ingrédient dans des préparations culinaires.

## Légende
Antoine-François Fourcroy, chimiste et membre du Conseil d'État sous Napoléon Bonaparte, décrit dans ses notes personnelles que l'Empereur appréciait de faire macérer des mandarines et des tangerines dans du cognac. À partir de cette observation, il aurait élaboré une recette à base de mandarines et d'eau-de-vie mais elle a été perdue par la suite.

## Invention et élaboration
En 1892, en se basant sur ces informations, Louis Schmidt redécouvre la recette et la « Mandarine Napoléon, Grande Liqueur Impériale » est mise sur le marché. C'est une liqueur élaborée à partir d'un mélange d'eaux-de-vie, de cognac, de zestes de mandarines de Méditerranée (Andalousie), d'herbes et d'épices : après macération des herbes, épices et écorces de mandarines dans l'alcool, le mélange est lentement distillé dans des alambics en cuivre. Les distillats obtenus sont ensuite assemblés avec du cognac.

## Commercialisation
Commercialisée dans le monde sous le nom « Mandarine Napoléon », elle est dans un premier temps diffusée en France sous le nom de « liqueur de mandarine impériale ».
Transmise de génération en génération, cette recette a longtemps été la propriété de la famille Fourcroy. Basée à Braine-l'Alleud, la firme Fourcroy la produit en Belgique dans la distillerie de Biercée. Dans les années 1990, l'entreprise a racheté à Seclin un vaste domaine du XIXe siècle de type ferme carrée nommé Domaine Mandarine Napoléon qui abrite les musées Napoléon et Mandarine contant l'Histoire Napoléonienne et permettant d'assister à la fabrication de la liqueur dans la distillerie Mandarine Napoléon. Depuis lors, De Kuyper a racheté l'entreprise en 2009.

## Sources
1. ↑  www.moncopaincaviste.com > Liqueur de mandarine 38° 70 cl Napoléon
2. ↑  « Un canal, un canon, une liqueur… », sur le site de Lillemetropole.fr
3. ↑  www.rtbf.be > article "Mandarine Napoléon achetée par des Néerlandais" - 9 avril 2009